# سلطنة رياو-لينقا
سلطنة رياو-لينقا (بالملايوية : Kesultanan Riau-Lingga) هي سلطنة ملايوية حكمت مابين 1824 و1911 قبل أن يتم حلها بعد التدخل الهولندي.
ظهرت السلطنة إلى حيز الوجود نتيجة لتقسيم سلطنة جوهر رياو التي فصلت شبه جزيرة جوهر مع جزيرة سنغافورة، عن أرخبيل رياو. تبع هذا التقسيم النزاع حول الخلافة والذي نشأ بعد وفاة السلطان محمود الثالث سلطان جوهر، عندما تم تنصيب عبد الرحمن كأول سلطان لرياو لينقا. تم الاعتراف بالسلطنة من قبل الإمبراطورية البريطانية والإمبراطورية الهولندية بعد المعاهدة الأنجلو هولندية لعام 1824.

## قائمة الحكام

### سلاطين رياو
| سلاطين جوهر رياو                   | الملك     |
| ---------------------------------- | --------- |
| أسرة ملقا جوهر                     |           |
| علاء الدين ريات شاه الثاني         | 1528–1564 |
| مظفر شاه الثاني                    | 1564–1570 |
| عبد الجليل شاه الأول               | 1570–1571 |
| عبد الجليل شاه الثاني              | 1571–1597 |
| علاء الدين ريات شاه الثالث         | 1597–1615 |
| عبد الله معيات شاه                 | 1615–1623 |
| عبد الجليل شاه الثالث              | 1623–1677 |
| إبراهيم شاه                        | 1677–1685 |
| محمود شاه الثاني                   | 1685–1699 |
| سلالة بندهارا                      |           |
| عبد الجليل شاه الرابع              | 1699–1720 |
| أسرة ملقا-جوهر (متنازع عليه)       |           |
| عبد الجليل رحمت شاه (الملك الصغير) | 1718–1722 |
| سلالة بندهارا                      |           |
| سليمان بدر العالم شاه              | 1722–1760 |
| عبد الجليل معظم شاه                | 1760–1761 |
| أحمد رعاية شاه                     | 1761–1761 |
| محمود شاه الثالث                   | 1761–1812 |
| عبد الرحمن معظم شاه                | 1812–1832 |
| محمد الثاني معظم شاه               | 1832–1842 |
| محمود الرابع مظفر شاه              | 1842–1857 |
| سليمان بدر العالم شاه الثاني       | 1857–1883 |
| سلالة يانغ ديبرتوان مودا           |           |
| عبد الرحمان الثاني معظم شاه        | 1883–1911 |

### يانغ ديبرتوان مودا
| يانغ دي بيرتوان مودا من رياو | في المنصب |
| ---------------------------- | --------- |
| دينغ ماريوا                  | 1722–1728 |
| دينغ شيلاك                   | 1728–1745 |
| دينغ كيمبوجا                 | 1745–1777 |
| راجا حاجي                    | 1777–1784 |
| راجا علي                     | 1784–1805 |
| راجا جعفر                    | 1805–1831 |
| راجا عبد الرحمان             | 1831–1844 |
| راجا علي بن راجا جعفر        | 1844–1857 |
| راجا حجاي عبد الله           | 1857–1858 |
| راجا محمد يوسف               | 1858–1899 |

## طريقة الحكم
كان لسلطنة رياو تقسيم غير عادي للسلطة بين أركان السلطة. حيث يعد السلطان، والذي كان من الملايو، رئيسا للدولة، بينما كان ديبيرتوان مودا/يامتوان مودا (نائب الحاكم أو نائب الملك) يمثل رئيس الحكومة، وهو منصب تشغله النخبة الحاكمة من البوقيس (بعد تقسيم جوهر رياو، تم الاحتفاظ بمنصب نائب الملك فقط في سلطنة رياو-لينقا وليس في جوهر). يقع قصر السلطان الملكي في جزيرة بينينغات ويقيم نائبه في دايك لينجغا. كان السلطان هو الحاكم في لينقا وتبعياتها، بينما يسيطر نائبه على رياو (التي تتألف من بنتان وبنيانغات والجزر المحيطة)، مع عدم مطالبة أي منهما بإيرادات الآخر. لن تبدأ مجالات التحكم هذه في التآكل إلا أثناء فترة يانغ ديبرتوان مودا يوسف أحمدي.
أصبحت رياو في وقت لاحق قلب النفوذ السياسي للبوقس في غرب أرض الملايو. ومع ذلك، لم ينشب أي خلاف كبير حول تقسيم السلطة بين الملايو والبوقس.

## الرتب الملكية والنبلاء

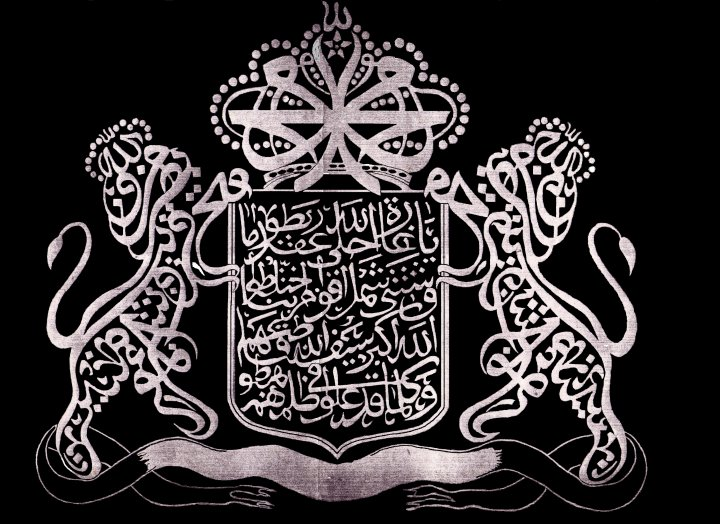
شارة الشعار لسلطنة رياو لينقا باللغة العربية فن الخط، وتحتوي دعاء وآيات من سورة الصف.

### العائلة الملكية
- السلطان : تم تصميم اسم الأمير الحاكم كالتالي : السلطان (اسم عهده الشخصي) بن المرحوم (لقب الأب واسمه الشخصي)، وسلطان رياو ولينقا وتبعياتها، بأسلوب صاحب السمو.
- تينغكو أمبوان : القرين الأعلى للأمير الحاكم.
- تينغكو بيسار : ولي العهد.
- تينغكو بيسار بيريمبوان : قرينة ولي العهد.
- تينغكو مودا : الوريث المفترض
- تينغكو مودا بيريمبوان : قرينة الوريث المفترض.
- تينغكو : أبناء وبنات وأحفاد السلاطين الآخرين.

### يانغ ديبرتوان مودا
- يانغ دي بيرتوان مودا : أمير رياو الحاكم، بأسلوب صاحب السمو. فيما سبق، كان يأخذ الأمير الحاكم أيضا اللقب الشخصي للسلطان واسم عهد.
- رجا مودا : ولي العهد، على غرار رجا (الاسم الشخصي) بن رجا (اسم الأب)، رجا مودا.
- رجا : أبناء وبنات وأحفاد وأحفاد الأمير الحاكم.

## مناطق النفوذ
بعد تقسيم جوهر والتخلي عن حقوق السيادة على شبه جزيرة ملايو، كانت السلطنة فعلاً دولة بحرية. ضمت سلطنة رياو على أرخبيل رياو، جزر لينقا وأرخبيل تودجو، بما في ذلك باتام، ريمبانغ، غالانغ، بنتن، كومبول، جزيرة كوندور، كاريمون، بنغوران، لينقا، سينغكيب، جزر باداس، أرخبيل تامبيلان، جزر ناتونا، أنامباس والعديد من الجزر الصغيرة. كانت هناك أيضا العديد من المناطق في إيغال، غونغ، ريتيه ومانداه تقع في إندراغيري على البر الرئيسي في سومطرة. كل هذه المناطق كان يرأسها داتوك كايا (النبيل)، والمعروف باسم أمير (أي ما يعادل فيكونت) الذي يتم اختياره من قبل السلطان أو النخبة الحاكمة لتولي الإدارة المحلية.

## الإسلام

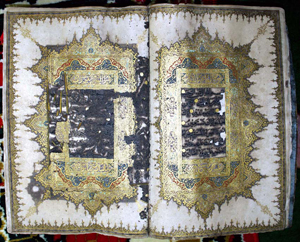
مصحف من القرآن يرجع تاريخه إلى فترة حكم سلطنة رياو لنجا.

كان رجا جعفر يقوم بدعوة رجال الدين والعلماء إلى محكمة القصر، بغرض تحسين وضعية الإسلام في السلطنة. بدأت عملية الأسلمة في التسارع خلال فترة حكم خليفته رجا علي. بالتمسك بتفسير أكثر صرامة للقرآن، بدأ رجا علي نشر الشريعة الإسلامية والعادات في المنطقة. خلال فترة حكمه، حظيت الطريقة النقشبندية بمكانة بارزة في بينينغات، كما كان يطالب جميع الأمراء ومسؤولو المحاكم بدراسة الأديان، ونشر مبادئ الصوفية، وتحسين طريقة قراءاتهم للقرآن. وصف الهولنديون يانغ ديبرتوان موداس وعائلته بأنهم مسلمون متعصبون، يركزون بشكل ضيق على الدراسات الإسلامية.

## الإرث
تُحسب للسلطنة جهودها في تطوير لغة الملايو واللغة الإندونيسية، حيث ساهمت بالعديد من الكتب والأعمال الأدبية والقواميس. شكلت هذه الأعمال العمود الفقري لتطوير اللغة الإندونيسية الحديثة. تم تكريم راج علي حاج بن راج أحمد من أجل مساهماته في تطوير اللغة الإندونيسية وتم تكريمه بطل إندونيسيا القومي في عام 2004.

## معرض صور
